# Vallérargues
Vallérargues – miejscowość i gmina we Francji, w regionie Oksytania, w departamencie Gard.
Według danych na rok 1990 gminę zamieszkiwało 108 osób, a gęstość zaludnienia wynosiła 8 osób/km² (wśród 1545 gmin Langwedocji-Roussillon Vallérargues plasuje się na 794. miejscu pod względem liczby ludności, natomiast pod względem powierzchni na miejscu 586.).